# Club alpin sud-tyrolien
Le Club alpin sud-tyrolien — ou Association alpine sud-tyrolienne (en allemand : Alpenverein Südtirol) — est un club alpin en Italie rassemblant les alpinistes germanophones et ladinophones. Il est responsable de la gestion et de l'entretien de quelques refuges de montagne dans le Sud-Tyrol.